# The Disappointments Room
The Disappointments Room é um filme estadunidense de terror psicológico de 2016 dirigido por D. J. Caruso. 
Originalmente concluído em 2014, o filme não foi divulgado até 9 de setembro de 2016 pela Rogue indo para um fracasso crítico e comercial, recuperando US$ 5 milhões de um orçamento de 15 milhões.

## Enredo
À procura de um novo começo após a morte acidental de sua filha, Catherine, a arquiteta Dana Barrow (Kate Beckinsale) se muda com o marido David (Mel Raido) e o filho Lucas, de 5 anos, do Brooklyn para a proprieda de Blacker, na Carolina do Norte rural, uma casa de sonhos uma vez que se sentou abandonada e desde a morte de seus proprietários originais no século XIX. Ao chegar, Dana começa a ter visões inquietantes e pesadelos de um misterioso pastor alemão e de Lucas cobertos de sangue. Ao explorar as terras lá fora, Dana encontra o que parece ser uma lápide caseira gravada com o desenho de uma pipa, quando ela vê uma luz acender no sótão da casa, aparentemente por vontade própria. Chegando no andar de cima, Dana encontra uma área da casa que não está listada na planta, uma sala cuja entrada é bloqueada por um armário grande. Com David, ela consegue empurrar o gabinete para fora do caminho, apenas para encontrar uma porta tancada. Dana encontra a chave escondida no topo da porta e entra na sala ao lado do dia seguinte, apenas para que a porta fique de repente fechada por sua própria vontade. Dana tem uma visão de uma jovem que é atormentada por seu pai e seu Pastor Alemão e, posteriormente, sofre um colapso nervoso.
Dana acabou por sair da sala, mas fica abalada por sua experiência. Ela começa a pesquisar a história da casa, aprendendo sobre o juiz Ernest Blacker (Gerald McRaney) e sua filha Laura, que morreu no mesmo dia que Catharine; 5 de julho. Dana consulta o historiador local Judith, que lhe diz que a família Blacker tinha um "quarto de desapontamento" secreto no sótão, onde as famílias ricas de socialite cruelmente fechavam suas crianças deformadas ou deficientes. À medida que ela gasta mais tempo pesquisando a casa e a história, o estado mental de Dana começa a desvendar e ela deixa de tomar sua medicação. Ela começa a ter visões cada vez mais vívidas e perturbadoras de Laura, do juiz Blacker e do cão, e começa a agir de forma errática em direção a David e Lucas. Ela encontra um retrato do juiz Blacker e da Sra. Blacker escondidos atrás de um par de espelhos em frente e ele queima.
Enquanto David entretém amigos familiares, Dana contrata o trabalhador local Ben Philips  Lucas Till), que realizou manutenção no telhado da casa, para desenterrar o túmulo no quintal. O fantasma do juiz Blacker manifesta de repente e mata Ben com uma pá. Dana descobre o corpo de Ben pendurado em um laço acima do túmulo aberto, dentro do qual se encontra o esqueleto deformado de Laura. Dana vê outra luz aparecer no sótão, e quando ela entra, encontra o retrato que ela queimou intacta e em seu lugar. Entrando no quarto das decepções, ela testemunha um retrocesso do juiz Blacker assassinando Laura com um martelo enquanto sua esposa tenta fútilmente fazê-lo parar. O cachorro de Blacker ataca Dana enquanto ele se move em direção ao quarto de Lucas. Dana quebra o pescoço do cão e pega o martelo, correndo para a sala de Lucas e impedindo Blacker de matar seu filho repetidamente golpeando-o na cabeça com ele. David se aproxima, vendo Dana batendo freneticamente sobre uma cama vazia. Ele tenta acalmá-la, dizendo-lhe que não há ninguém lá.
Calma, Dana reflete sobre a morte de Catherine, revelando que ela acidentalmente a sufocou, provocando sua loucura. David promete que eles voltarão para Brooklyn, e que Dana vai melhorar. Antes de partir, David remove a porta da sala dos desapontamentos e Dana tira uma das figurinhas de Laura. Enquanto eles dirigem, Dana vê o juiz Blacker olhando para eles pela janela.

## Elenco
- Kate Beckinsale como Dana Barrow
- Mel Raido como David Barrow
- Gerald McRaney como Juíz Ernest R. Blacker
- Lucas Till como Ben Philips jr.
- Duncan Joiner como Lucas Barrow
- Michael Landes como Teddy
- Michaela Conlin como Jules
- Celia Weston como Marti Morrinson
- Ella Jones como Laura Blacker
- Marcia DeRousse como Judith
- Joely Fisher como Dr. Asher
- Jennifer Leigh Mann como Srta. Blacker

## Recepção
No Rotten Tomatoes, o filme tem uma taxa de aprovação de 0% com base em 25 avaliações, com pontuação média de 3/10. O consenso dos críticos diz: "The Disappointments Room cumpre seu título com um suspense sem emoção que provavelmente deixou suas estrelas cheias de arrependimento - e ameaça fazer o mesmo para o público." No Metacritic, o filme tem uma pontuação 31 de 100, com base em 7 críticos, indicando "avaliações geralmente desfavoráveis". O público entrevistado pela CinemaScore deu ao filme uma nota média de "D" em uma escala de A+ a F. 
Daniel Gelb, do AllMovie disse que o filme "é um saco misto de clichês e pontas soltas." Robert Abele do TheWrap chamou de "uma ladainha de vergonhas". Frank Swietek, escrevendo para o One Guy's Opinion disse que "É preciso coragem para colocar a  palavra 'desapontamento' em um título de filme, mas no caso do suspense sobrenatural de DJ Caruso, ele apenas representa a  verdade na publicidade." Christian Holub, do Entertainment Weekly disse que "Simplesmente não há sustos suficientes para criar tensão por toda parte. A maioria do filme é apenas [Kate] Beckinsale andando por aí preocupada."